# Венгрия на летних Олимпийских играх 1964
Венгрия принимала участие в летних Олимпийских играх 1964 года в Токио в 14-й раз за свою историю. Страну представили 182 спортсмена в 17 видах спорта. Команда завоевала 22 медали.

## Медалисты
| Медаль  | Спортсмен | Вид спорта                  | Дисциплина                                      |
| ------- | --- | --------------------------- | ----------------------------------------------- |
| Золото  | Имре Пойяк | Борьба                      | Мужчины, греко-римская борьба, до 63 кг         |
| Золото  | Иштван Козма | Борьба                      | Мужчины, греко-римская борьба, свыше 97 кг      |
| Золото  | Миклош Амбруш Андраш Боднар Отто Борош Золтан Дёмётёр Ласло Фелкаи Дежё Дьярмати Тивадар Канижа Дьёрдь Карпати Янош Конрад Михай Майер Денеш Почик Петер Рушоран                         | Водное поло                 | Мужчины                                         |
| Золото  | Ференц Тёрёк | Современное пятиборье       | Мужчины, личное первенство                      |
| Золото  | Ласло Хаммерль | Стрельба                    | Мужчины, малокалиберная винтовка лёжа           |
| Золото  | Арпад Барань Дьёзё Кульчар Тамаш Габор Золтан Немере Иштван Каус | Фехтование                  | Мужчины, шпага, командное первенство            |
| Золото  | Тибор Пежа | Фехтование                  | Мужчины, сабля, личное первенство               |
| Золото  | Ильдико Рейтё | Фехтование                  | Женщины, рапира, личное первенство              |
| Золото  | Каталин Юхас Паула Мароши Юдит Агоштон Лидия Дёмёльки Ильдико Рейтё | Фехтование                  | Женщины, рапира, командное первенство           |
| Золото  | Ференц Бене Тибор Чернаи Янош Фаркаш Йожеф Гелей Кальман Ихас Шандор Катона Имре Комора Ференц Ногради Дежё Новак Арпад Орбан Карой Палотаи Анталь Сентмихайи Густав Сепеши Золтан Варга | Футбол                      | Мужчины                                         |
| Серебро | Каталин Макрай | Спортивная гимнастика       | Женщины, брусья                                 |
| Серебро | Михай Хес | Гребля на байдарках и каноэ | Мужчины, байдарка-одиночка, 1000 м              |
| Серебро | Дьюла Живоцки | Лёгкая атлетика             | Мужчины, метание молота                         |
| Серебро | Гергей Кульчар | Лёгкая атлетика             | Мужчины, метание копья                          |
| Серебро | Марта Рудаш | Лёгкая атлетика             | Женщины, метание копья                          |
| Серебро | Имре Фёльди | Тяжёлая атлетика            | Мужчины, до 56 кг                               |
| Серебро | Геза Тот | Тяжёлая атлетика            | Мужчины, до 82,5 кг                             |
| Бронза  | Анико Дуца | Спортивная гимнастика       | Женщины, вольные упражнения                     |
| Бронза  | Вилмош Варью | Лёгкая атлетика             | Мужчины, толкание ядра                          |
| Бронза  | Имре Надь Ференц Тёрёк Отто Тёрёк | Современное пятиборье       | Мужчины, командное первенство                   |
| Бронза  | Ласло Хаммерль | Стрельба                    | Мужчины, малокалиберная винтовка с трёх позиций |
| Бронза  | Дьёзё Вереш | Тяжёлая атлетика            | Мужчины, до 82,5 кг                             |